# Podne
Podne ili poldan doslovno znači polovica dana. Astronomski je termin za trenutak u danu kad sunce prividno zauzima najviši položaj iznad horizonta, suprotno od ponoći, kada je najniža. 
U podne vrijeme je 12:00 (12 sati i 0 minuta).